# Van De Blocquery
Van De Blocquery, ook van den Blocquerije, de la Blocquerie, de la Blocquery, de Blocquery en de Blocquerije genoemd, was een geslacht oorspronkelijk afkomstig uit het Belgische gehucht La Blocqerie, gelegen nabij Ottignies. De stamvader zou Robert de Blocquerie zijn geweest, die van 1283 tot 1303 abt van de abdij van Villers was.
Het geslacht Van De Blocquery werd eind 19e eeuw opgenomen in het Stam- en Wapenboek van A.A. Vorsterman van Oijen.

## Enkele telgen
- Mathias de la Blocquerie, schepen van Sint-Truiden
  - Jean de la Blocquerie (†1531) heer van Terlaemen en schepen der vierschaar van Vliermaal
    - Jean de la Blocquerie, heer van Terlaemen
    - Nicolas de la Blocquerie (†1570), heer van Terbiest en Terlaemen
    - Chrétien de la Blocquerie (†1575), heer van Terlaemen en burgemeester van Zepperen
      - Nicolas de la Blocquerie, heer van Terlaemen en schepen der vierschaar van Vliermaal
        - Jean de la Blocquerie, heer van Terlaemen, schepen der vierschaar van Vliermaal en burgemeester van Bree
          - Gertrude de la Blocquerie (†1631), x jhr. Robert de Hinnisdael (†1636), heer van Kerkom, xx Pierre Kimps, cavaleriekapitein

        - Marie de la Blocquerie, religieuze in de abdij van Herckenrode
        - Élisabeth de la Blocquerie, religieuze in de abdij van Herckenrode
        - Laurent de la Blocquerie, heer van Terbiest
          - Christophe de la Blocquerie (1571-1646), schatbewaarder van Sint-Lambertus in Luik, proost van Sint-Pieters, voorzitter van de Rekenkamer en kanselier van de prins-bisschop van Luik

      - Jan De La Blocquery (?-1599) schout en later burgemeester van Sint-Truiden.
        - Michiel Van De Blocquery (1597-1651) verhuisde eerst naar Bremen, vervolgens naar Amsterdam waar hij het voorvoegsel ''De La'' in de achternaam veranderde naar ''Van De.'' Hij werd de stamvader van de tak van het geslacht Van De Blocquery in Nederland. 
          - Josias Van De Blocquery (1639-1730) bewindhebber der Oost-Indische Compagnie te Middelburg
            - mr. Jan Christiaan Van De Blocquery (1725-1805) burgemeester van Hoorn, bewindhebber der Oost-Indische Compagnie te Hoorn en dijkgraaf van Drechterland.
              - Jacob Cornelis van de Blocquery (1765-1844) burgemeester van Hoorn

      - Anne de la Blocquerie (†1605), abdis van de abdij van Herkenrode
      - Élisabeth de la Blocquerie, religieuze in de abdij van Oriënten